# Aranyosapáti
Aranyosapáti är en ort i Ungern.   Den ligger i provinsen Szabolcs-Szatmár-Bereg, i den nordöstra delen av landet, 250 km öster om huvudstaden Budapest. Aranyosapáti ligger 108 meter över havet och antalet invånare är 2 142.
Terrängen runt Aranyosapáti är mycket platt. Runt Aranyosapáti är det ganska tätbefolkat, med 129 invånare per kvadratkilometer. Närmaste större samhälle är Vásárosnamény, 9,8 km söder om Aranyosapáti. Omgivningarna runt Aranyosapáti är en mosaik av jordbruksmark och naturlig växtlighet.